# Pseudophoxinus battalgili
Pseudophoxinus battalgili là một loài cá vây tia thuộc họ Cyprinidae.
Loài này chỉ có ở Thổ Nhĩ Kỳ.
Môi trường sống tự nhiên của chúng là hồ nước ngọt.